# Scratch and Crow
Scratch and Crow is een Amerikaanse korte animatiefilm uit 1995. Het was de afstudeerfilm van animatieregisseur Helen Hill, die nadat ze in 2007 vermoord werd, veel erkenning voor haar werk kreeg. In 2009 werd de film opgenomen in het National Film Registry.